# NGC 1328
NGC 1328 је лентикуларна галаксија у сазвежђу Еридан која се налази на NGC листи објеката дубоког неба.
Деклинација објекта је - 4° 7' 28" а ректасцензија 3h 25m 39,0s. Привидна величина (магнитуда) објекта NGC 1328 износи 14,0 а фотографска магнитуда 15,0. NGC 1328 је још познат и под ознакама NPM1G -04.0149, PGC 12805.